# Rudolf Žiak
Rudolf Žiak (ur. 27 maja 1955 w Koszycach) – słowacki polityk i samorządowiec, parlamentarzysta krajowy, deputowany do Parlamentu Europejskiego V kadencji (2004).

## Życiorys
Absolwent wydziału filozoficznego Uniwersytetu Komeńskiego w Bratysławie. Pracował w administracji terytorialnej w Lubowli, a od 1995 do 1998 w agencji wywiadowczej Slovenská informačná služba jako dyrektor wydziału. W 1998 przez kilka dni pełnił obowiązki szefa SIS.
Działacz Ruchu na rzecz Demokratycznej Słowacji, w latach 1999–2002 był wiceprzewodniczącym tej partii. Od 2002 do 2006 zasiadał w Radzie Narodowej. Od 2003 pełnił funkcję obserwatora w Parlamencie Europejskim, od maja do lipca 2004 sprawował mandat eurodeputowanego V kadencji w ramach delegacji krajowej. Po odejściu z HZDS działał w Unii Ludowej i następnie w Ruchu dla Demokracji.
Po odejściu z parlamentu podjął pracę w administracji kraju preszowskiego. W latach 2007–2012 kierował jednym z departamentów, ponownie objął tożsame stanowisko w 2015. W międzyczasie pracował w administracji samorządowej w Lubowli, został też radnym tej miejscowości z ramienia partii Kierunek – Socjalna Demokracja.